# Allée couverte et menhir de Kercordonner
L' allée couverte et le menhir de Kercordonner sont un ensemble mégalithique constitué d'une allée couverte et d'un menhir situés sur la commune de Moëlan-sur-Mer, dans le département français du Finistère.

## Situation
Le site mégalithique de Kercordonner se trouve à Moëlan-sur-Mer, dans le quartier de "Kersegalou" (du breton signifiant le lieu des sages), au lieu-dit "Kerancordoner", au milieu d'un champ nommé "Park-ar-Minigou" (du breton signifiant le champ aux petites pierres).

## Historique
Le site est mentionné pour la première fois par Le Men et fouillé par Paul du Châtellier en 1882. Il est classé au titre des monuments historiques par arrêté du 7 octobre 1931.

## Allée couverte
L'allée couverte est orientée sud-est/nord-ouest. Elle mesure 11 m de longueur. Elle s'élargit progressivement de 1 m à l'entrée, à 1,80 m sous la première table, puis 2 m sous la deuxième jusqu'à 2,25 m sous la troisième, pour une hauteur maximale de plus de 2 m. La largeur des tables varie de 3,20 à 3,30 m. La table centrale est trois fois plus épaisse (0,90 m) que les deux autres. Les dix-sept orthostates et les trois tables qui la composent sont principalement en granite rose avec quelques éléments en micaschiste. Elle comporte un petit vestibule côté ouest. L'entrée de la chambre est marquée par une pierre de seuil de faible hauteur. Le sol de la chambre était pavé de dalles minces et plates reposant sur un lit de terre jaune. 
Paul du Châtellier y a découvert un important mobilier archéologique comprenant de la poterie (vase à fond rond du type Crech Quillé-Le Mélus, poterie campaniforme), du matériel lithique en pierre polie (cinq haches) et en silex (deux armatures de flèches, une lame en silex du Grand-Pressigny), trois pendeloques, un poignard en cuivre et un brassard d'archer.

## Menhir
Un menhir se dresse dans l'axe de l'allée à moins de 5 m à l'est. Il mesure 3,15 m de hauteur pour une largeur à la base de 1,70 m et 0,80 m d'épaisseur au maximum.